# Kaj Andresen
Pour les articles homonymes, voir Andresen.
Kaj Andresen, né le 7 avril 1907 à Vedslet (Danemark) et mort le 26 juin 1998 à Greve (Danemark), est un homme politique danois, membre des Sociaux-démocrates, ancien ministre et ancien député au Parlement (le Folketing).